# Yunhe (prinsessa)
Yunhe, född 24 november 1911, död 16 februari 2002, var en kinesisk prinsessa, vars smeknamn var Shuoge, artighetsnamn Ruihan, smeknamn Bingxi, engelska namn Mary, och senare ändrat till Jin Xinru. Hon var syster till Kinas sista kejsare, Puyi.

## Biografi
Yunhe var dotter till prins Zaifeng och Youlan. Hon var som andra syster till Puyi känd som just "Andra Syster" eller "Andra Fröken". Hon var den äldsta och tillsammans med Yunying den ena av två överlevande helsystrar till Puyi, och en av hans tre helsyskon. 
Hennes bror kejsaren tvingades 1924 lämna den förbjudna staden, och 1928 flyttade hon med sin far och syskon till den brittiska koncessionen i Tanjin, där hennes bror ex-kejsar Puyi hade bosatt sig. 1931 förlovades Yunhe med Zheng Guangyuan, barnbarn till Zheng Xiaoxu. 
Den 9 mars 1932 deltog Yunhe i Puyis invigningsceremoni som "härskare" över Manchukuo. Den 18 april gifte Yunhe sig med Zheng Guangyuan i Changchun. Paret fick tre döttrar och en son. De levde i Storbritannien under hennes makes studier där 1932-1934. I maj 1934, efter att Yunhe och hennes familj återvänt till Kina, flyttade de in i den västra trädgården i Manchukuos kejserliga palatset i Changchun. Paret bodde i Japan under makens studier där 1937-1938. Familjen återvände därefter till Manchukuo. År 1943 nämns det att Yunhe undervisade Li Yuqin i hovetikett, inför Li Yuqins utnämning till kejserlig konkubin. 
Vid Sovjets invasion av Manchuriet i augusti 1945 evakuerades Puyi och resten av hans familj med tåg från Changchun till Dalizigou. I Dalizigou delades sällskapet, då Puyi skulle fortsätta med ett flygplan som inte kunde ta med hela sällskapet. Puyi valde att lämna kvar sina hustrur, svägerska och brorsdöttrar i Dalizigou, men tog med sig sin läkare, en tjänare och sina tre helsyskon Pujie, Yunhe och Yunying. Planet tvingades dock landa i Mukden, där Puyi och hans bror arresterades och fördes som fångar till Sovjetunionen. Yunhe och hennes syster blev inte arresterade. Hon flyttade till Linjiang och vidare därifrån till Tonghua och kunde så småningom återvände till Peking. 
Familjen återvände 1948 till hennes far i Peking. Hennes far avled 1951. Hennes make Zheng Guangyuan arbetade som ingenjör på post- och telekommunikationsavdelningen i Peking, medan hon drev ett dagis och senare arbetade på fabrik. Hon gick i pension 1970. Hon medverkade i slutet av sitt liv med att skriva sin biografi.